# Edmond Bour
Jacques Edmond Émile Bour (Archivo de audio "lang" no encontrado; 19 de mayo de 1832 - 8 de marzo de 1866) fue un ingeniero francés famoso por la fórmula de Bour. Sus padres fueron Joseph Bour y Gabrielle Jeunet.
Fue alumno de la École Polytechnique y se graduó como primero de su clase en 1852. Tras enseñar durante un año como profesor en la École des Mines de Saint-Étienne, se convirtió en profesor de ingeniería en la École Polytechnique. En 1858 obtuvo el gran premio de matemáticas de la Academia de Ciencias de Francia por su tratado sobre L'intégration des équations aux dérivées partielles des premier et deuxième degrés. La mayor parte de su trabajo se centró en la deformación de superficies y, en particular, introdujo la ecuación del seno de Gordon en 1862.
Bour murió el 8 de marzo de 1866, a sus treinta y cuatro años, en Val-de-Grâce a causa de una enfermedad activada, si no provocada, por las fatigas de dos largos viajes, uno a Argelia, para la observación del eclipse del 18 de julio de 1860, el otro a Asia Menor, durante el verano de 1863, para largas exploraciones metalúrgicas.